# Thar

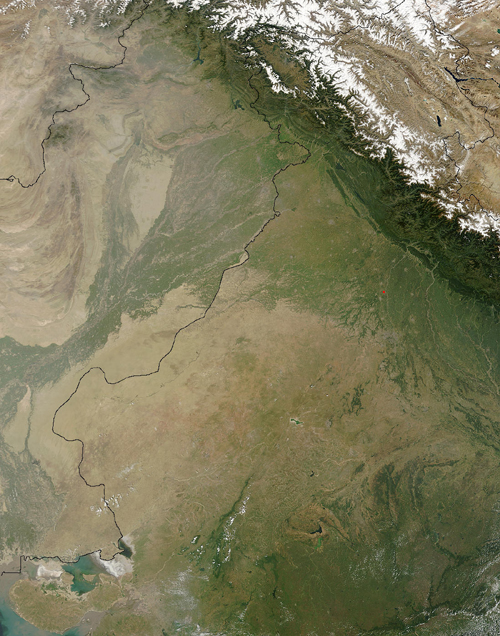
Zdjęcie satelitarne pustyni Thar wykonane przez NASA, wraz z zaznaczoną granicą indyjsko-pakistańską

Thar (znana również jako Wielka Pustynia Indyjska) – pustynia położona w zachodnich Indiach oraz południowo-wschodnim Pakistanie. Thar jest głównie położona w indyjskim stanie Radżastan, choć rozciąga się ona również w południowych częściach stanów Hariana oraz Pendżab, jak również w północnej części stanu Hariana. W Pakistanie pustynia pokrywa wschodni fragment prowincji Sindh oraz południowo-wschodnią część prowincji Pendżab, gdzie jest znana pod nazwą pustyni Cholistan. Położona na osłoniętej przez Wyżynę Dekan części Niziny Indusu, w jej lewobrzeżnej części. Rozciąga się z kierunku północno-wschodniego na południowy zachód, na długości ok. 850 km. W większości pokryta piaszczystymi równinami z barchanami.
Powierzchnia pustyni Thar wynosi 238 700 km².